# 絆 (岩崎宏美の曲)
「絆」は、2017年5月24日にリリースされた岩崎宏美の68枚目のシングルである。

## 解説
- 岩崎宏美の「絆」は、岩崎宏美の68枚目のシングルCDである。
- のちに岩崎宏美のアルバム『Hello! Hello!』に収録された。

## 収録曲
1. 絆
作詞：土屋誠真・竹森巧／作曲：竹森巧／編曲：上杉洋史
2. 夢の線路
作詞・作曲：田村武也／編曲：上杉洋史
3. 絆（オリジナル・カラオケ）
4. 夢の線路（オリジナル・カラオケ）